# Rift Tour
O Rift Tour foi um concerto virtual de Ariana Grande, realizado no videogame Fortnite Battle Royale. O show foi realizado cinco vezes entre 6 e 8 de agosto de 2021. Grande descreveu a turnê como "... uma viagem mágica e inesquecível para novas realidades". Durante o passeio, os jogadores puderam comprar um skin de Grande e outros recursos cosméticos inspirados no evento para jogar como ela no jogo. Outros artistas, incluindo Travis Scott e Marshmello também realizaram shows em Fortnite, mas o de Grande foi o primeiro a vincular vários aspectos do jogo. Três minigames aconteceram antes do início do show, cada um com sua própria música: "Come & Go" de Juice Wrld e Marshmello, "Áudio" por LSD, e "Victorious" por Wolfmother

## Lista de músicas
Fonte:
1. "Raindrops (An Angel Cried)"
2. "7 Rings"
3. "Be Alright"
4. "R.E.M."
5. "The Way"
6. "Positions"

## Horários dos eventos
Para que pessoas de todo o mundo pudessem ver o evento em um horário razoável, foram realizados 5 shows ao longo do fim de semana, cada um comercializado para uma região diferente do mundo.
| Data (2021) | Hora (UTC) | Região                 |
| ----------- | ---------- | ---------------------- |
| 6 de Agosto | 22:00      | As Americas            |
| 7 de Agosto | 18:00      | Global                 |
| 8 de Agosto | 04:00      | Ásia & Oceania         |
| 8 de Agosto | 14:00      | Europa & Médio Oriente |
| 8 de Agosto | 22:00      | As Americas            |